# Rumänische Beachhandball-Nationalmannschaft der Frauen
Die rumänische Beachhandball-Nationalmannschaft der Frauen repräsentiert den rumänischen Handball-Verband als Auswahlmannschaft auf internationaler Ebene bei Länderspielen im Beachhandball gegen Mannschaften anderer nationaler Verbände. Den Kader nominiert der Nationaltrainer.
Das männliche Pendant ist die Rumänische Beachhandball-Nationalmannschaft der Männer.

## Geschichte

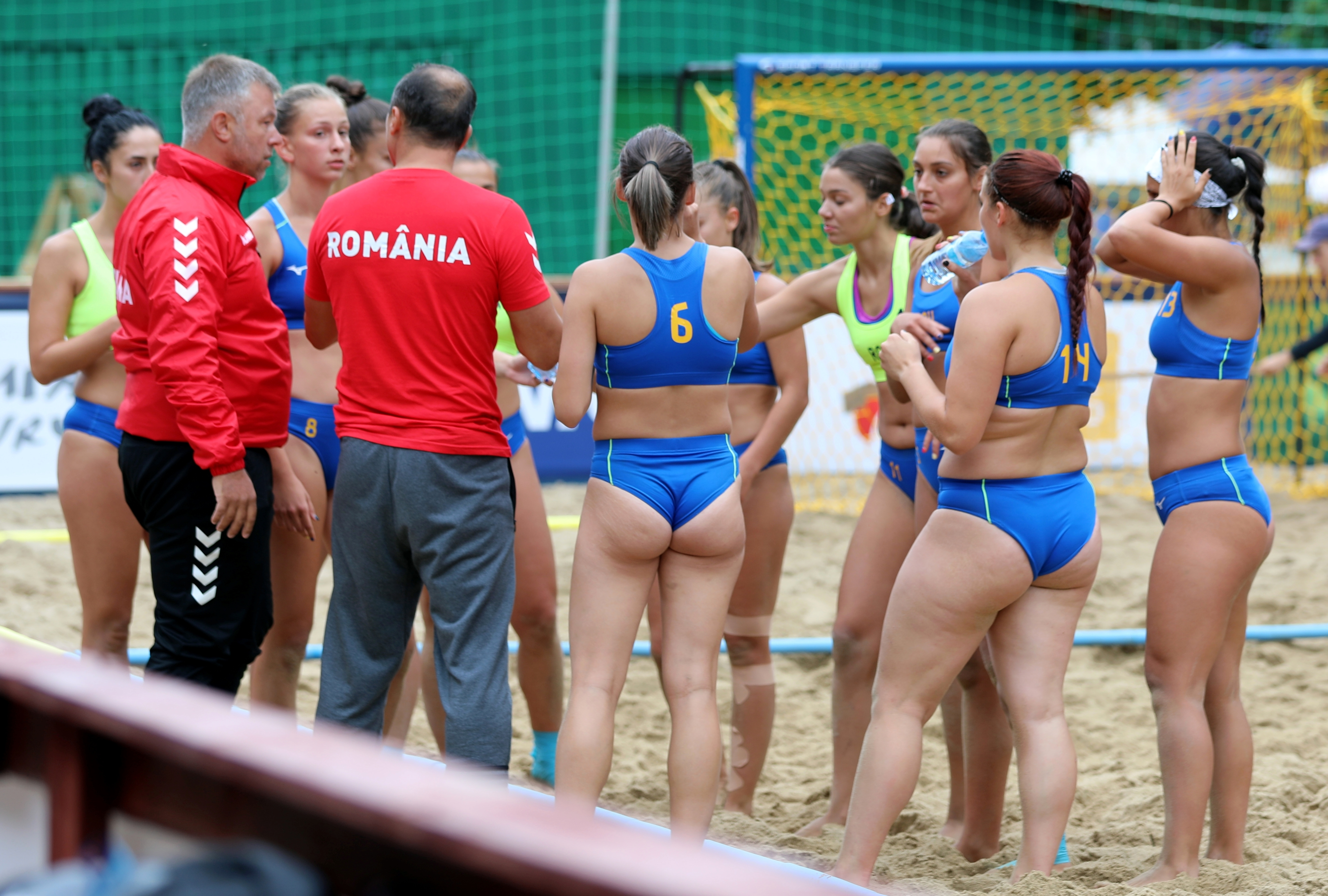
Die rumänische Mannschaft während des Platzierungsspiels gegen Zypern bei der EM 2019

Rumäniens Beachhandball-Nationalmannschaften sind eine der bislang letzten Gründungen in Europa, für beide Geschlechter wurden sie in Hinblick auf die Europameisterschaften 2019 in Stare Jabłonki, Polen, gebildet. Im Voraus der ersten EM-Teilnahme bekam die Mannschaft eine Wildcard für die EBT-Finals 2019 in Baia Mare im heimischen Rumänien, wo sie sich unter dem Namen „Beach Girls“ mit den besten Clubmannschaften Europas messen konnte und den zehnten Platz belegte. Seitdem belegte die Mannschaft bislang hintere Ränge bei der EM, für andere internationale Wettbewerbe konnte man sich noch nicht qualifizieren.

## Teilnahmen
| World Games - 2001: nicht eingeladen - 2005: nicht eingeladen - 2009: nicht eingeladen - 2013: nicht qualifiziert - 2017: nicht qualifiziert - 2022: nicht qualifiziert World Beach Games - 2019: nicht qualifiziert - 2023: nicht qualifiziert | Weltmeisterschaften - 2001: nicht qualifiziert - 2004: nicht qualifiziert - 2006: nicht qualifiziert - 2008: nicht qualifiziert - 2010: nicht qualifiziert - 2012: nicht qualifiziert - 2014: nicht qualifiziert - 2016: nicht qualifiziert - 2018: nicht qualifiziert - 2020: ausgefallen - 2022: nicht qualifiziert | Europameisterschaften - 2000: keine Teilnahme - 2002: keine Teilnahme - 2004: keine Teilnahme - 2006: keine Teilnahme - 2007: keine Teilnahme - 2009: keine Teilnahme - 2011: keine Teilnahme - 2013: keine Teilnahme - 2015: keine Teilnahme - 2017: keine Teilnahme - 2019: 17. - 2021: 17. - 2023: qualifiziert | Europaspiele - 2023: nicht qualifiziert EHF Championship - 2022: 8. Global Tour - 2022: nicht eingeladen |

- EBTF 2019: Anca Gabriela Birton • Bianca Bostan • Andreea-Maria Bujor • Bianca Căldare • Andreea-Cătălina Ciolponea • Claudia Marina Condurache • Elena Dulgheriu • Ştefania Claudia Gheorghe • Mara Matea • Andreea Năstasă • Andreea Isabela Pintilie • Diana Cristina Șamanț

- EM 2019: Petruța Andreea Francesca Argyelan • Anca Gabriela Birton • Andreea-Maria Bujor • Andreea Maria Chiciroiu • Andreea-Cătălina Ciolponea • Claudia Marina Condurache • Ştefania Claudia Gheorghe • Mara Matea • Andreea Năstasă • Andreea Isabela Pintilie • Andreea Alexandra Elena Popescu • Diana Cristina Șamanț

- EM 2021: Andra Roxana Banu • Elena Roxana Beșleagă • Ştefania Claudia Gheorghe • Diana Lăscăteu • Alina Raisa Leș • Ionela Alexandra Leuștean • Elena Marica-Bercu • Ionica Munteanu • Andreea Alexandra Popescu • Diana Cristina Șamanț • Andreea Roxana Sandu • Grațiela Elena Stoica

- EHFC 2022: Tea-Maria Câmpean • Andrada-Maria Chirilă • Claudia Marina Condurache • Ana Maria Cristea • Mara Rebeca Gheorghe • Ştefania Claudia Gheorghe • Lavinia Maria Lazăr • Alina Raisa Leș • Elena Marica-Bercu • Laura Adriana Moga • Steliana Eliza Polismac[3]

## Trainer
| Cheftrainer - 2019: Adrian Georgescu - seit 2021: Adrian-Dorin Georgescu | Co-Trainer/in - seit 2019: Ionuț Deli-Iorga |